# ヤロスラフ・クシーチカ

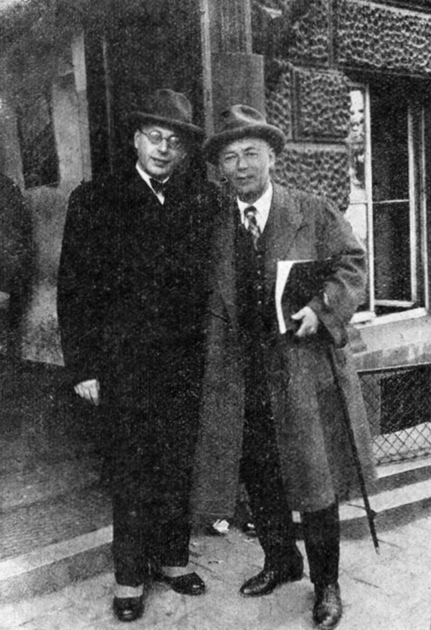
クチーシカ（右）とジョージ・セル。1932年、プラハにて。

ヤロスラフ・クシーチカ（Jaroslav Křička、1882年8月27日 モラヴィアのケルチュ - 1969年1月23日 プラハ）は、チェコの作曲家、音楽教師、合唱指揮者。
プラハとベルリンに学ぶ。1906年から1909年までウクライナのイェカチェリノスラフ（現ドニエプロペトロフスク）にて作曲教師として勤務。1991年から1920年までプラハで合唱指揮者を務め、1922年よりプラハ・フィルハーモニー管弦楽団付属合唱団の指揮者を務める。1919年から1945年までプラハ音楽院の教壇に立ち、1942年より院長に就任した。
1936年のベルリンオリンピック芸術競技で『山の組曲』が銅メダルを獲得した。
歌劇や劇付随音楽、映画音楽を数多く手懸けたほか、2つの交響曲、ヴァイオリン協奏曲、弦楽セレナーデ、いくつかの室内楽曲、合唱曲、童謡を遺した。